# Maximum moderne

Historique du nombre de taches solaires observées, montrant la récente hausse de l'activité solaire.

Le maximum moderne fait référence à la période en cours durant laquelle l'activité solaire est relativement forte. Elle a commencé vers 1950. Cette période est un exemple des variations solaires et une des nombreuses parmi celles qu'a connues le Soleil dans le passé.